# 十小呪
十小呪(十小咒)は、中国のお寺で朝の修行の際によく唱えられている陀羅尼、真言を集めた十種類の陀羅尼である。一緒に般若心経、楞厳呪、大悲呪とよく唱えられることが多く、日本では黄檗宗でよく唱えられている。主に釈迦牟尼仏、阿弥陀仏、観世音菩薩、薬師仏などのものになる。具体的には如意宝輪王陀羅尼、消災吉祥神呪、功徳宝山神呪、准胝神呪 、聖無量寿决定光明王陀羅尼、薬師灌頂真言  、観音霊感真言、七仏滅罪真言 、往生呪、大吉祥天女呪になる。陀羅尼は十方三世にいる多くの仏と菩薩の力を凝縮したものとされ、十小呪を唱えれば大きな功徳が得られると言われている。

## 参考資料
十小咒 ~ 妙喜居士
法鼓山　大悲咒　十小咒